# قارخون بالا
قارخون بالا (به لاتین: Yuxarı Qarxun) منطقه‌ای مسکونی در جمهوری آذربایجان است که در شهرستان یولاخ واقع شده است. قارخون بالا ۱۶۹۱ نفر جمعیت دارد.